# Хаузянг
Хаузя́нг (вьет. Hậu Giang) — провинция на юге Вьетнама в дельте Меконга. Административный центр — город провинциального подчинения Витхань.
Провинция была основана в 2004 году из территории бывшей провинции Кантхо. Ранее столицей был город Кантхо, который в 2004 году вместе с прилегающими территориями стал городом центрального подчинения равным по статусу провинции; оставшаяся территория образовала провинцию Хаузянг.
Площадь — 1602 км²; население на 2009 год — 756 625 человек. Плотность населения — 472,60 чел./км².

## Административное деление
В административном отношении делится на:
- город провинциального подчинения Витхань (Vị Thanh);
- город Нгабай (Ngã Bảy);
- 5 уездов.